# Rengersdorf II
Rengersdorf II ist eine Gemarkung im Landkreis Dingolfing-Landau. Der einzige Gemarkungsteil liegt auf dem Gebiet der Gemeinde Simbach und hat etwa 3,51 km².
Auf der Gemarkung liegen die Simbacher Gemeindeteile Breitenhub, Grüben, Haag, Hochholzen, Marienthal, Niedereck, Obereck, Sandberg, Untermadl und Wildeneck, die bei der Auflösung der Gemeinde Rengersdorf am 1. Juli 1972 zu Simbach kamen.
Die Nachbargemarkungen sind Aufhausen, Ruppertskirchen, Langgraben, Haunersdorf und Mettenhausen.

## Geschichte
Die Fläche der heutigen Gemarkung Rengersdorf II und ebenso die der Gemarkung Rengersdorf I lagen bis zu deren Auflösung im Gemeindegebiet von Rengersdorf, jedoch bereits als zwei disjunkte Teile. Zusammen genommen bilden sie aber weniger ab, als das Gebiet der ehemaligen Gemeinde Rengersdorf. Ein Blick auf die alte Gemeindegrenzkarte legt nahe, dass die Flächendifferenz der Gemarkung Aufhausen (Eichendorf) zugeschlagen wurde. Speziell die Gemeindeteile Kraglöd und Weilöd der früheren Gemeinde Rengersdorf gehören heute zur Gemarkung Aufhausen innerhalb der Gemeinde (Markt) Eichendorf.